# Церковь Спаса Преображения (Спас-Дощатый)
Церковь Спаса Преображения (Преображенская церковь) — церковь Русской православной церкви в селе Спас-Дощатый городского округа Зарайск Московской области.
Также на кладбище в селе имеется небольшая кирпичная часовня в стиле позднего классицизма постройки XIX века.

## История
Деревянная Преображенская церковь на сельском погосте существовала с XVI века. В 1709 году архиепископ Вятский и Великопермский Дионисий построил новую каменную церковь в духе московского барокко, которая была освящена в 1713 году.
На рубеже XVIII—XIX веков над главной аркой церкви были устроены хоры для певчих, при этом, вероятно, были повреждены несущие элементы стен. В середине XIX века на юго-западной стене церкви около арки появилась трещина. В 1858 году церковь была запечатана. В 1861—1862 годах был проведен капитальный ремонт. Колокольню, алтарь и два Северо-Восточных плеча выложили заново. Трещину заложили и скрепили железными связями, вокруг стен выложили цоколь из белого камня. Возобновили иконостас (окрасили кармином), так как позолоченный иконостас главной церкви упал в 1840-х годах и позолота была покрыта краской. Освящение отремонтированного храма состоялось 4 ноября 1862 года. В 1898 году в нём была сооружена трапезная с Казанским и Никольским приделами, в 1906 году — колокольня, которая не закрывалась, памятник архитектуры местного значения.
Официально храм был закрыт в апреле 1941 года и стала использоваться сначала как клуб, а потом в качестве загона для скота. Находящаяся в полуразрушенном состоянии церковь была передана верующим и открыта после распада СССР в 1999 году. В 2007—2008 годах храм восстановлен на средства благотворителей. 22 июня 2008 года Управляющий Московской епархией митрополит Крутицкий и Коломенский Ювеналий совершил Божественную Литургию. 24 апреля 2011 года состоялось освящение нового иконостаса.
Настоятель храма — протоиерей Пётр Геннадьевич Спиридонов.
В состав Преображенского прихода входили населённые пункты: Аргуново, Шарапово, Власьево, Ильясово, Инякино, Внуково, Круглово, Булгаково.
Известные священнослужители Преображенского прихода:
| - Севастьян (1629) - Василий (1629) - Григорий (1629) - Василий Филиппов (1671) - Софроний Трифонов (1671) | - Давид Васильев - Максим Васильев (1682) - Симеон Трифонов (1699) - Михаил Максимов (1700) - Савва Софрониев (1704—1734) | - Михаил Дмитриев (1734) - Стефан (1740) - Феодор Симеонов (1741) - Трифон Михайлов (1741) - Василий Григорьев (1756) | - Иаков Федоров (1760—1784) - Василий Аннинский (1873−1887) - Стефан Бобров (1887—1894 гг.) - Сергий Бобров (1898—1914) - Алексий Никонов (1927—1936) |